# Global Reporting Initiative
Global Reporting Initiative (tr. aprox. în română Inițiativa globală pentru raportare, prescurtare GRI) este o organizație internațională, care are ca scop setarea de standarde de raportare pentru firme, în privința dezvoltării durabile. 
Creată în 1997, GRI s-a dezvoltat rapid, dobândind până în 2002 poziția de lider în domeniul său. În 2007, aderaseră la rețeaua GRI peste 1000 de firme din 65 de țări. 
Caracterul inovativ al GRI are la bază trei principii. În primul rând, standardele sunt dezvoltate colaborativ, prin cooperarea unei game variate de actori, care în mod normal nu s-ar fi considerat membri ai aceleiași rețele (engleză policy network). În al doilea rând, GRI este concepută ca sistem auto-regenerativ, design care este menit a asigura adaptabilitatea. În ultimul rând, sistemul are la bază o structură organizațională care activează ca garant al stadardelor, standarde care sunt concepute drept bun public.